# 李嘉祥 (棒球運動員)
李嘉祥（2001年9月10日—） ，原名李慶隆，男，台灣棒球選手，目前效力於中華職棒統一7-ELEVEn獅，守備位置為投手，2023年改為現名。

## 生平
出生於臺東縣，為阿美族人，小學就讀泰源國小，並在三年級加入棒球隊，但在一次練習時不慎打中眼睛，因此退出球隊，四年級和五年級皆重新加入球隊，並因受傷多次退隊，但因為泰源國小棒球隊的球員較少，所以才能在多次退隊後再加入，國中就讀泰源國中，並成為隊上的王牌投手，高中就讀穀保家商，並在2019年入選2019年U-18世界盃棒球賽24人培訓名單，但最後因守備位置及集訓狀況等因素未入選最終名單，不過從小學開始到高中時期皆有入選各大國內盃賽，最終於2020年投入中華職棒選秀會，並在第9輪第44順位被統一7-ELEVEn獅隊選中，因而開啟職棒生涯，2020年9月11日，向球隊報到，並以簽約金新台幣45萬元、月薪新台幣5萬元及40萬元激勵獎金加盟。
2021年，生涯首度升上一軍，並於3月16日於一軍初登板，但只投一局失5分，之後便下二軍調整。

## 職棒生涯成績
| 年度 | 球隊           | 出賽 | 先發 | 勝投 | 敗投 | 中繼 | 救援 | 完投 | 完封 | 三振 | 四死 | 責失 | 投球局數 | 自責分率 | 被上壘率 |
| ---- | -------------- | ---- | ---- | ---- | ---- | ---- | ---- | ---- | ---- | ---- | ---- | ---- | -------- | -------- | -------- |
| 2021 | 統一7-ELEVEn獅 | 1    | 0    | 0    | 0    | 0    | 0    | 0    | 0    | 0    | 2    | 5    | 1.0      | 45.00    | 5.00     |
| 2024 | 統一7-ELEVEn獅 | 1    | 0    | 0    | 0    | 0    | 0    | 0    | 0    | 1    | 0    | 0    | 1.0      | 0.00     | 2.00     |
| 合計 | 2年            | 2    | 0    | 0    | 0    | 0    | 0    | 0    | 0    | 1    | 2    | 5    | 2.0      | 22.50    | 3.50     |

## 外部連結
- 李嘉祥在台灣棒球維基館上的頁面（繁體中文）
- 李嘉祥在中華職棒官網
- 李嘉祥在Baseball-Reference.com（小聯盟以及海外聯盟）（英语）